# Odessa (альбом)
Odessa (Одесса) — шестой студийный альбом группы Bee Gees, вышедший в 1969 году.

## Об альбоме
После выхода «Одессы» группа распалась. Причина: братья рассорились из-за песни, которую предполагалось издать отдельным синглом. Робин Гибб ушёл из группы, правда, вернулся через 18 месяцев. А синглом вышла песня «First of May» («Первое мая»). В 1970 году в Англии и Германии двойной альбом был выпущен в виде двух отдельных пластинок: Marley Purt Drive (вышла в Англии на фирме Polydor) и Sound of Love (В Англии на Polydor и в Германии на Karrussell). Также в Германии вышел одинарный диск The Best of Odessa с избранными вещами с обеих пластинок. В первые переиздания на компакт-дисках и кассетах не вошла инструментальная композиция «With All Nations (International Anthem)». Барри Гибб: «1 мая — день рождения моей собаки Барнаби…».

## Список композиций
Слова и музыка всех песен — Барри, Робин и Морис Гибб.
| №  | Название                         | Основной вокал | Длительность |
| -- | -------------------------------- | -------------- | ------------ |
| 1. | «Odessa (City on the Black Sea)» | Робин Гибб     | 7:33         |
| 2. | «You’ll Never See My Face Again» | Барри Гибб     | 4:16         |
| 3. | «Black Diamond»                  | Робин Гибб     | 3:27         |

| №  | Название            | Основной вокал     | Длительность |
| -- | ------------------- | ------------------ | ------------ |
| 1. | «Marley Purt Drive» | Барри Гибб         | 4:26         |
| 2. | «Edison»            | Робин и Барри Гибб | 3:07         |
| 3. | «Melody Fair»       | Барри и Морис Гибб | 3:48         |
| 4. | «Suddenly»          | Морис Гибб         | 2:29         |
| 5. | «Whisper Whisper»   | Барри Гибб         | 3:25         |

| №  | Название                                                 | Основной вокал | Длительность |
| -- | -------------------------------------------------------- | -------------- | ------------ |
| 1. | «Lamplight»                                              | Робин Гибб     | 4:47         |
| 2. | «Sound of Love»                                          | Барри Гибб     | 3:27         |
| 3. | «Give Your Best»                                         | Барри Гибб     | 3:26         |
| 4. | «Seven Seas Symphony» (Instrumental)                     | —              | 4:09         |
| 5. | «With All Nations (International Anthem)» (Instrumental) | —              | 1:46         |

| №                   | Название                           | Основной вокал      | Длительность |
| ------------------- | ---------------------------------- | ------------------- | ------------ |
| 1.                  | «I Laugh in Your Face»             | Барри и Робин Гибб  | 4:08         |
| 2.                  | «Never Say Never Again»            | Барри Гибб          | 3:28         |
| 3.                  | «First of May»                     | Барри Гибб          | 2:48         |
| 4.                  | «The British Opera» (Instrumental) | —                   | 3:17         |
| Общая длительность: | Общая длительность:                | Общая длительность: | 63:47        |

## Участники записи
Приведены по сведениям базы данных Discogs.
Bee Gees:
- Барри Гибб — ведущий, гармонический[англ.] и бэк-вокалы, ритм-гитара
- Робин Гибб — ведущий, гармонический и бэк-вокалы, орга́н Хаммонда, фортепиано, меллотрон
- Морис Гибб — бас-гитара, фортепиано, орган, меллотрон, ритм- и соло-гитара, гармонический и бэк-вокалы, ведущий вокал (в песне «Melody Fair»)
- Винс Мелоуни — соло-гитара (в песнях «Marley Purt Drive», «Edison», «Whisper Whisper», «Sound of Love», «Give Your Best» и «I Laugh in Your Face»)
- Колин Питерсен — ударные

| Приглашённые музыканты: - Билл Кейт — банджо (в песнях «Marley Purt Drive» и «Give Your Best») - Текс Логан — фидл (в песне «Give Your Best») - Пол Бакмастер — виолончель (в песне «Odessa (City on the Black Sea)») | Технический персонал: - Роберт Стигвуд — музыкальный продюсер - Bee Gees — музыкальный продюсер - Адриан Барбер — звукорежиссёр - Филип Уэйд — звукоинженер - Тед Шарп — звукоинженер - Роб Гренелл — мастеринг-инженер |

## Позиции в хит-парадах
| Год       | Хит-парад                                  | Высшая позиция | Пребывание в чарте |
| --------- | ------------------------------------------ | -------------- | ------------------ |
| 1969—1970 | Австралия (Kent Music Report)              | 13             | нет данных         |
| 1969—1970 | Великобритания (UK Albums Chart)           | 10             | 1 неделя           |
| 1969—1970 | Испания (PROMUSICAE)                       | 3              | нет данных         |
| 1969—1970 | Канада (RPM Top 50 Albums)                 | 7              | 12 недель          |
| 1969—1970 | Нидерланды (Nationale Hitparade LP Top 50) | 9              | 7 недель           |
| 1969—1970 | США (Billboard Top LP’s)                   | 20             | 25 недель          |
| 1969—1970 | Франция (SNEP)                             | 5              | 40 недель          |
| 1969—1970 | ФРГ (Offizielle Top 100)                   | 4              | 5 недель           |

| Хит-парад (1969)               | Позиция |
| ------------------------------ | ------- |
| Италия (FIMI)                  | 20      |
| США (Billboard Top LP’s)       | 72      |
| ФРГ (Jahrescharts Deutschland) | 16      |